# Handroanthus guayacan
Handroanthus guayacan là một loài thực vật có hoa trong họ Chùm ớt. Loài này được (Seem.) S.O.Grose mô tả khoa học đầu tiên năm 2007.